# Asclerocheilus mexicanus
Asclerocheilus mexicanus är en ringmaskart som beskrevs av Kudenov 1985. Asclerocheilus mexicanus ingår i släktet Asclerocheilus och familjen Scalibregmatidae.
Artens utbredningsområde är Mexikanska golfen. Inga underarter finns listade i Catalogue of Life.